# 二五傳說
《二五傳說》是一部香港电影，2001年上映。这部电影由黃松鑫担任导演，本片由尹子維、巫啟賢等主演。

## 劇情
本片講述一名黑道成員王俊強（Peter）的故事，他為表面為黑道上的金牌打手，其實是臥底警察，他一心為了接近勢力較強的老大而努力做事以出位，Peter現在主要跟在黑道頭目西華哥身邊做小弟。
Peter為了接近黑幫老大馬世其，而在其被追殺時和西華哥救走其，西華哥想以Peter老大之名向馬世其領功，但他卻看上了沉默的Peter，Peter跟馬世其說想上位，心狠手辣的馬世其聼到後沒有生氣，而是對Peter開始欣賞。一次，馬世其抓到一個臥底，但那個臥底居然向其說出Peter是臥底的事，馬世其頭馬大成要求Peter把臥底殺手以証明自己清白，還好其哥出面阻止，但馬世其則要求Peter把臥底打至殘廢..

## 演員表
| 演員   | 角色   | 粵語配音 | 備註 |
| 尹子維 | 王俊強 | 潘文柏   | 黑道成員，實為警方臥底 西華哥之手下 被其哥欣賞，後亦成為其的手下 小麗之男友 表面被大哥成針對，實與其同為臥底，後為好友 陳警官之下屬 最後被其哥打中多槍而死，在看見其哥被殺後才肯閉上眼，但其實自己是假死，並相約和大成去旅行                             |
| 巫啟賢 | 大哥成 | 巫啟賢   | 黑道成員，實為警方臥底 表面為馬世其之頭馬，實在偷偷收集他的犯罪証据 性格表面心狠手辣，其實重情義 表面針對王俊強，實與其同為臥底，後為好友 陳警官之下屬 後表面被王俊強槍殺身亡，實其故意射歪，只令其脚部殘廢，並在最後出現和王俊強去旅行                  |
| 吳毅將 | 馬世其 | 吳毅將   | 本片終極大反派 黑幫頭目 性格十分心狠手辣 欣賞王俊強，並把其收為自己手下 大哥成之老大，實一早懷疑其為臥底 多次逼王俊強殺死自己同伙而令其多次崩潰 最後得知王俊強為臥底後把阿麗抓走，並在王俊強打算逃走時開槍打死其，但其實王俊強並沒死，並被飛虎隊槍殺身亡 |
| 陳欣欣 | 小麗   | 陸惠玲   | 古惑女，之前曾為舞小姐 王俊強之女友 在做舞小姐時因炎上不乾净的病需要打毒品止痛，後在王俊強的幫助下成功脫病及戒毒 最後陪伴王俊強跟大成去旅行 |
| 許紹雄 | 陳警官 | 張炳強   | 高級督察 王俊強、大哥成之上司 在王俊強被警校踢出後要求其做臥底接近其哥及西華哥 最後和王俊強及飛虎隊對付其哥 |
| 林雪   | 西華哥 | 黃志明   | 黑幫老大 王俊強之老大 雖為一個黑幫老大，但為人卻膽小 性格膽小怕事，好色 |
| 梁焯滿 | 金毛強 | 羅偉傑   | 黑幫小混混 金毛妹之男友 因阿麗聼說自己好姊妹和金毛妹發生冲突而阿麗便向金毛妹再發生冲突，在危急関頭出現打傷替金毛妹出氣，但同時被王俊強打傷而與其結怨 後派上大量手下追殺王俊強，但因其被大成救走而失敗                                                    |
| 陳志輝 | 雄哥   | 古明華   | 黑幫老大 馬世其、王俊強之天敵 在一次因自己的毒品工場被馬世其指使的王俊強搗亂及掃空而和其及其哥結怨 後被被馬世其指使的王俊強用刀殺死 |
| 任世官 | 強父   | 葉振聲   | 王俊強之父，但不喜歡他因不知道其為臥底而誤會王俊強為真正的黑社會 最後拜祭王俊強，並得知自己怪錯兒子，同時也得知自己有一個偉大的兒子 |

## 外部連結
- 開眼電影網上《二五傳說》的資料（繁體中文）
- 香港影庫上《二五傳說》的資料（繁體中文）
- 互联网电影数据库（IMDb）上《二五傳說》的资料（英文）
- 豆瓣电影上《二五傳說》的資料 （简体中文）